# Au in der Hallertau
Au in der Hallertau est une commune de Bavière (Allemagne), située dans l'arrondissement de Freising, dans le district de Haute-Bavière.